# Клебер де Карвальйо Корреа
Клебер де Карвальйо Корреа (порт. Kléber de Carvalho Corrêa, нар. 1 квітня 1980, Сан-Паулу) — бразильський футболіст, що грав на позиції лівого захисника насамперед за низку бразильських клубних команд, а також за національну збірну Бразилії, у складі якої — володар Кубка Америки та Кубка Конфедерацій.

## Клубна кар'єра
У дорослому футболі дебютував 1998 року виступами за команду «Корінтіанс», в якій провів п'ять сезонів, взявши участь у 94 матчах чемпіонату. За цей час двічі виборював титул чемпіона Бразилії, ставав володарем Кубка країни та тричі — переможцем Ліги Пауліста.
Влітку 2003 року перебрався до Європи, де на правах оренди провів сезон за німецький «Ганновер 96», а наступного року за 800 тисяч євро перейшов до швейцарського «Базель». У складі цієї команди став чемпіоном Швейцарії сезону 2004/05, по ходу якого був її основним лівим захисником.
Однак із початком сезону 2005/06 втратив місце в основному складі базельців і невдовзі після його початку повернувся на батьківщину, приєднавшись до лав «Сантуса» на правах оренди. Згодом клуб викупив контракт флангового захисника. У його команді Клебер провів три з половиною роки, допомігши здобути дві перемоги у Лізі Пауліста.
На початку 2009 року перейшов до «Інтернасьйонала». Відіграв за команду з Порту-Алегрі п'ять сезонів своєї ігрової кар'єри. Спочатку був стабільним гравцем основного складу, згодом почав дедалі частіше програвати конкуренцію за місце в «основі». Був співавтором здобуття командою Кубка Лібертадорес у 2010 році та Рекопи Південної Америки у 2011.
Після завершення контракту з «Інтернасьйоналом» наприкінці 2013 деякий час був без клубу, а в травні наступного року приєднався до «Фігейренсе», за який протягом наступних місяців провів декілька ігор, після чого оголосив про завершення кар'єри.

## Виступи за збірну
2002 року дебютував в офіційних матчах у складі національної збірної Бразилії. Наступного року був у її складі учасником розіграшу Кубка конфедерацій у Франції, де взяв участь у всіх трьох іграх групового етапу, який бразильцям подолати не валося.
Після того турніру декілька років не викликався до лав збірної, а 2007 року був включений до її заявки на Кубок Америки 2007 року, що проходив у Венесуелі, як резерний захисник. Там Бразилія здобула свій восьмий титул континентального чемпіона, а Клебера випустили лише в одній грі групового етапу. Згодом протягом 2008—2009 регулярно брав участь в матчах національної команди, 2009 року був учасником переможного для бразильців тогорічнога Кубка конфедерацій, щоправда, лише як запасний.
Свої останні матчі за збірну провів 2011 року, загалом протягом десятирічної кар'єри в національній команді провів у її формі 21 матч.

## Титули і досягнення
| - Переможець Ліги Пауліста (5): «Корінтіанс»: 1999, 2001, 2003 «Сантус»: 2006, 2007 - Чемпіон Бразилії (2): «Корінтіанс»: 1998, 1999 - Володар Кубка Бразилії (1): «Корінтіанс»: 2002 - Чемпіон Швейцарії (1): «Базель»: 2004-2005 - Володар Кубка банку Суруга (1): «Інтернасьйонал»: 2009 - Володар Кубка Лібертадорес (1): «Інтернасьйонал»: 2010 - Переможець Рекопи Південної Америки (1): «Інтернасьйонал»: 2011 | - Володар Кубка Америки (1): 2007 - Володар Кубка конфедерацій (1): 2009 - Переможець Суперкласіко де лас Амерікас (1): 2011 - Володар Срібного м'яча (Ккоманда року в Бразилії) (1): 2007 |